# لورنزو استایتی
لورنزو استایتی (انگلیسی: Lorenzo Staiti؛ زادهٔ ۲۷ فوریهٔ ۱۹۸۷) بازیکن فوتبال اهل ایتالیا است.
از باشگاه‌هایی که در آن بازی کرده‌است می‌توان به باشگاه فوتبال ویرتوس انتلا اشاره کرد.